# Мойсієнко Сергій Михайлович
Сергій Михайлович Мойсіє́нко (нар. 27 липня 1965, Темиртау) — український театральний діяч. Заслужений діяч мистецтв України з 2009 року.

## Життєпис
Народився 27 липня 1965 року у місті Темиртау (нині Карагандинська область, Казахстан). Упродовж 1986—1993 років працював викладачем дитячих музичних шкіл та училищ; з 1993 року — завідувач відділу культури смт Ріпок. Одночасночасно з роботою до 1994 року навчався у Харківському інституті мистецтв, був учнем Володимира Доценка.
У 2003—2006 роках — заступник начальника управління культури; у 2007—2015 роках — директор головного управління Департаменту культури і туризму, національностей та релігій Чернігівської обласної державної адміністрації. Одночасно до 2011 року навчався у Національній академії державного управління в Києві. З травня 2015 року — генеральний директор Чернігівського українського музично-драматичного театру імені Тараса Шевченка.

## Діяльність
За його ініціативи започатковано проведення
- Міжнародний фольклорний фестиваль національної культур «Поліське коло» (2005);
- фестиваль традиційної слов'янської культури та бойових єдиноборств «Київська Русь» (2008);
- фестиваль духової музики ім. Юхима Баліна (2009);
- фольклорний фестиваль-конкурс ім. Василя Полевика (2010).

Керував проведенням низки заходів, серед яких
- Всеукраїнське літературно-мистецьке свято «Седнівська осінь» (2004—2005, 2008, 2012—2013).;
- упорядкування Меморіального комплексу «Пам'яті героїв Крут» на станції Крути (2008);
- Всеукраїнський фестиваль бандурного мистецтва (2008);
- відкриття Цитаделі та Палацу Кирила Розумовського в Національному історико-культурному заповіднику «Гетьманська столиця» в Батурині (2009).

За його участі
- створено:
  - Історико-археологічний музейний комплекс «Древній Любеч» в смт Любечі (2008);
  - Музейно-меморіальний комплекс партизанської слави «Лісоград» в селі Єліному (2010);
  - Меморіальний комплекс пам'яті жителів населених пунктів України, знищених нацистськими окупантами в місті Корюківці (2013);
- відкрито науково-методичний центр з випуску чернігівського видання «Звід пам'яток історії та культури України» (2008);
- випущено відеофільм «Сіверянський дивосвіт» (Чернігів, 2009).

Очолив видання книг
- «Український Голодомор: факти, наслідки, дослідження» (Ніжин, 2007);
- туристичного путівника «Чернігівський подорожник» (Чернігів, 2008).